# Kisei (jeu de go)
Pour les articles homonymes, voir Kisei.
Le Kisei (棋聖) est un tournoi japonais de jeu de go. C'est l'un des sept principaux titres japonais.

## Origine du titre
Initialement, Kisei peut se traduire par « saint du go » ; c'est un titre honorifique qui ne fut attribué qu'à trois joueurs (Hon'inbō Dōsaku, Hon'inbō Jōwa et Hon'inbō Shūsaku) ; de plus, Jōwa se le vit retirer après sa mort, lorsque les manœuvres diplomatiques auxquelles il s'était livré pour garder le poste de Go-dokoro furent découvertes.
Le titre moderne fut créé en 1976, devenant alors le plus important et le plus doté des titres japonais. Sa phase finale est un match en sept parties, entre le tenant du titre et un challenger désigné à l'issue d'un tournoi en trois phases.

## Déroulement
Le tournoi est organisé en trois phases : d'abord des éliminatoires auxquels participent des centaines de joueurs, puis un système de ligues entre les joueurs qualifiés, et enfin la finale entre le challenger et le tenant du titre.

### Ancien système
Jusqu'à la 39e édition, les joueurs étaient répartis en deux ligues de 6 joueurs se départageant en round robin.
Les vainqueurs de chaque ligue se rencontraient pour un play-off pour décider du finaliste qui rencontrerait le champion en titre.
Le titre principal s'acquerait à l'issue de 7 rondes au maximum, le premier joueur atteignant 4 victoires remportant le titre.

### Nouveau système
À partir de la 40e édition du tournoi (ce qui correspond à la finale de 2016), le système de ligues du Kisei a été modifié et complexifié,.
Les joueurs sont maintenant subdivisés en plusieurs ligues organisées hiérarchiquement : S, A, B1, B2 et C, la ligue S étant au sommet. Les vainqueurs de chaque ligue s'affrontent ensuite dans un tournoi à élimination directe pour devenir challenger du titre. À la fin du tournoi, un système de montée et de descente entre les ligues décide de la constitution des ligues pour l'année suivante.
Les éliminatoires qualifient 16 joueurs qui rejoignent la ligue C avec les joueurs déjà présents, ce qui donne 32 joueurs. Les ligues B1 et B2 sont constituées de 8 joueurs chacune, de même pour la ligue A. La ligue S regroupe les 6 meilleurs joueurs.
La ligue C fonctionne avec un système de tableaux, où les joueurs vainqueurs se rencontrent au tour suivant et où les perdants tombent dans un autre tableau. Les joueurs à trois défaites sont éliminés de la ligue. Après 5 tours, un seul joueur est invaincu et il remporte la ligue C.

Les ligues S, A, B1 et B2 sont des round robin, comme dans l'ancien système.

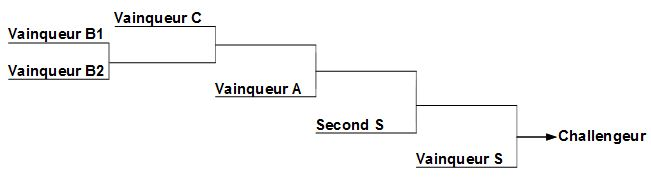
Schéma du tournoi des vainqueurs des ligues

À l'issue de ces ligues, un tournoi a lieu : 
- Les vainqueurs des ligues B1 et B2 s'affrontent pour désigner un unique vainqueur des ligues B.
- Celui-ci joue ensuite contre le vainqueur de la ligue C.
- Le gagnant joue contre le vainqueur de la ligue A.
- Le gagnant joue contre le second de la ligue S.
- Le gagnant joue contre le vainqueur de la ligue S.
- Le gagnant de cette ultime rencontre devient challenger du tenant du titre.

À noter que la vainqueur de la ligue S a un avantage : la dernière rencontre est constituée de deux parties au lieu d'une seule, et il n'a besoin de n'en remporter qu'une seule pour devenir challenger.
La finale se joue en 7 parties, le premier en remportant 4 est le nouveau Kisei.

À la fin du tournoi, les résultats des joueurs de chaque ligue sont pris en compte pour assigner à chacun sa ligue pour l'année suivante. Du fait du format du tournoi final pour désigner le challengeur, il est intéressant pour les joueurs d'être dans la ligue la plus haute possible. 
Les changements sont les suivants :
- Les deux moins bien classés de la ligue S descendent en ligue A.
- Les deux mieux classés de la ligue A montent en ligue S.
- Les quatre moins bien classés de la ligue A descendent dans les ligues B, à raison de deux par ligue.
- Les deux mieux classés de chaque ligue B montent en ligue A.
- Les trois moins bien classés de chaque ligue B descendent en ligue C.
- Les six joueurs de ligue C ayant gagné au moins quatre parties sur cinq montent dans les ligues B.
- Les seize joueurs de ligue C ayant perdu  trois parties doivent recommencer les éliminatoires.
- Tous les autres restent dans la même ligue l'année suivante.
- Si le challenger remporte la finale, il prend la place du tenant du titre et ce dernier jouera en ligue S l'année suivante.

### Caractéristiques
- temps par joueur : 5 heures pour les parties de ligue / 8 heures pour les parties du titre.
- komi de 6,5 points
- prix : 42 millions de ¥ (env. 340 000 €)

## Kisei honoraire
Le titre « Kisei honoraire » récompense les joueurs ayant remporté à de nombreuses reprises le tournoi du Kisei. Un joueur ou une joueuse remportant le titre cinq fois de suite deviendra Kisei honoraire au moment de sa retraite. S'il ou elle le remporte dix fois de suite, l'effet est immédiat. À ce jour, personne n'a réussi à obtenir ce titre immédiatement. La liste des Kisei honoraires est donnée ci-dessous.
- Fujisawa Hideyuki : 6 victoires entre 1977 et 1982
- Kobayashi Koichi : 8 victoires entre 1986 et 1993

Iyama Yuta a remporté le titre de Kisei à neuf reprises entre 2013 et 2021, remplissant les conditions pour devenir Kisei honoraire au moment  de sa retraite.
Cho Chikun, bien qu'étant jusqu’en 2020 codétenteur du record de victoires du titre (huit victoires) et détenteur du record de finales (douze participations), ne remplit pas les conditions pour être Kisei honoraire. Il n'a en effet jamais remporté le titre cinq fois consécutivement (quatre fois au maximum, de 1996 à 1999).